# SYSLINUX
SYSLINUX專案是一個輕量級的IBM PC兼容機主開機紀錄啟動程式套裝，讓電腦可以使用Linux內核開機。其主要開發者為H. Peter Anvin，並包含了幾個獨立的系統，其中最知名的是ISOLINUX。

## 列表
- 原始的SYSLINUX，用來從FAT和NTFS檔案系統開機（如軟碟和USB裝置）。
- ISOLINUX[2] ，用來從CD-ROM ISO 9660檔案系統開機。
- PXELINUX[3] ，用來從裝設了預啟動執行環境的網路伺服器開機。
- EXTLINUX[4] ，用來從Linux的ext2／ext3／ext4或Btrfs檔案系統開機。
- MEMDISK[5] ，用來從上述啟動較舊的作業系統（如MS-DOS）。
- 兩個獨立的選單系統。
- 額外的模組開發環境。

## 使用

### SYSLINUX和ISOLINUX
SYSLINUX通常不是拿來啟動完整的Linux作業系統，因為Linux作業系統不會安裝在FAT檔案系統上。相對地，它常用來從軟碟、Live USB上開機或進行救援，或是用來引導其他輕量級的引導系統。ISOLINUX一般使用在Linux作業系統的Live CD及安裝光碟上。
從CD-ROM開機時則稍微複雜了一點。El Torito可開機光碟規格允許以兩種不同的模式開機：
軟碟模擬模式啟動資訊儲存在一個FAT格式軟碟的映像檔裡，此處是使用CD啟動，但被辨識為一個虛擬軟碟機。此模式使用SYSLINUX。
非模擬模式啟動資訊直接儲存在CD裡（而不是軟碟映像檔）。這個模式使用ISOLINUX。
有時候，這樣的選擇是有用的，因為ISOLINUX面對BIOS的程式錯誤時相當脆弱，因為這個原因，開機時使用SYSLINUX可能較為便利。此影響較大的是1999年以前製造的電腦，而現代的電腦使用非模擬模式通常是個比較可靠的選擇。
利用SYSLINUX創造Live USB的例子越來越多，例如Slax。
較新版的ISOLINUX允許使用者創造一個被稱為「hybrid ISO」的映像檔，可以放置於光碟或是硬碟的主開機記錄，讓使用者可以使用CD／DVD或是USB裝置開機。

### PXELINUX
PXELINUX通常使用在與預啟動執行環境相容唯讀記憶體的網路卡上。預啟動執行環境使用DHCP或BOOTP來使用基本的TCP/IP 網路，並透過TFTP下載啟動程式。該啟動程式根據從TFTP伺服器下載的指令載入並設定核心。
通常來說，PXELINUX用於從中央伺服器啟動Linux，或是啟動無盤系統。

### EXTLINUX
EXTLINUX通常是作為一個通用的啟動程式，如同LILO或是GRUB。
從SYSLINUX 4開始，EXTLINUX被合併至SYSLINUX裡。

## COMBOOT
SYSLINUX可以使用以C語言或組合語言寫成的COMBOOT模組來擴充功能。32位元的模組通常使用.c32為副檔名。從SYSLINUX第五版開始，16位元的.com模組不再被支援。

### 硬體偵測工具（HDT）
3.74版釋出後，SYSLINUX專案主持了Hardware Detection Tool (HDT)專案。 
這個工具是一個SYSLINUX的com32模組，可以顯示任何x86相容系統的底層資訊。其提供了一個命令列介面以及半圖形選單模式供使用者瀏覽。
HDT是以一個com32檔的方式提供，一個可從2.88 MB軟碟啟動的映像檔。
HDT也在SourceForge project（页面存档备份，存于）上登錄。

## 外部連結
- SYSLINUX官方網站（页面存档备份，存于）
- 下載頁（页面存档备份，存于）
- Git庫（页面存档备份，存于）
- Freecode上的SYSLINUX
- Joseph's Site - PXELinux-解釋如何使其運作
- Syslinux's dedicated com32/hdt directory